# Półgrosz świdnicki
Półgrosz świdnicki – moneta bita w latach 1517–1527 przez króla Czech i Węgier Ludwika II Jagiellończyka, będąca naśladownictwem półgroszy emitowanych przez królów polskich.
Rozszerzenie obiegu półgroszy polskich na Litwę i w mniejszym stopniu na Prusy, przy jednocześnie przerwaniu ich emisji w 1511 r., stworzyło koniunkturę nie tylko dla fałszerzy – w XXI w. często spotykane są fałszywe mosiężne półgrosze polskie z pomylonymi legendami i datami powstałe najprawdopodobniej na Śląsku – ale także i dla naśladowców. Najpowszechniej znane naśladownictwa powstały w mennicy założonej w Świdnicy przez króla czeskiego i węgierskiego Ludwika II Jagiellończyka. Była to królewska mennica dla Śląska, choć niektórzy badacze przypisują jej status zakładu miejskiego.
Ikonografia monet do złudzenia przypominała tę dla półgroszy z mennicy krakowskiej: z jednej strony centralnie umieszczono Orła, z drugiej – koronę, po obydwu stronach w otoku – napisy:

LVDOVICVS R[ex] VN[garie] ET BO[emie]

oraz

CIVITAC SVIENIC

a po nim – datę roczną. Napisy w legendzie, choć zrozumiałe dla nielicznych, rzetelnie informowały o pochodzeniu monety. Wg XXI w. badań wartość kruszcowa półgroszy świdnickich nie była gorsza niż monet polskich – dopiero te z datą 1526 (rok śmierci króla Ludwika) wykazywały wyraźną obniżkę standardu. Rocznik 1526 był w istocie wybijany do 1528 r., gdy mennica pozostawała w rękach wdowy po Ludwiku – Marii Rakuskiej.

Półgrosze świdnickie miały z kolei naśladownictwa w postaci ćwierćszelągów Ottona III, hrabiego Rietbergu w Westfalii z roku 1519 z takimi samymi wyobrażeniami oraz legendami:

OTTO COMES D RITBOURG

oraz

CIVITAS RIDBORG

i datą.
Masowy napływ półgroszy świdnickich oraz ich naśladownictw na ziemie Zygmunta I skutkował przechwyceniem zysku menniczego przez obcego monarchę oraz szybko wywołał „inflację bilonową” na wielką skalę:

...zaprawdę był to rzadki, chłostą kraju naszego głośny meteor menniczy...

Król próbował ratować sytuację wydając – niezrealizowany w pełni – zakaz przyjmowania monety świdnickiej, który objął jedynie Koronę, nie sięgając Prus i Litwy. W 1523 r. zdecydowano się na zerwanie stosunków handlowych ze Śląskiem, ale nawet to posunięcie dało jedynie połowiczny efekt. Skuteczne okazały się dopiero reformy monetarne z lat 1526–1535, choć problemy spowodowane przez śląskie półgrosze występowały długo po zamknięciu samej mennicy w Świdnicy 26 czerwca 1528 r.
W 1527 r. sejm ogłosił skup półgroszy świdnickich po kursie pięciu nowych denarów za sztukę, a gdy to nie przyniosło zadowalających efektów, rok później – po ośmiu denarów za sztukę.
Eliminacja z rynku monety świdnickiej została pomysłowo wykorzystana przy ustalaniu próby nowych gatunków pieniądza – trojaków i szóstaków, dla których zdefiniowano próbę srebra 375, taką samą jaką miały wycofywane półgrosze.
Na Litwie monety Ludwika II zdołano wyeliminować dopiero w latach 1546–1547, w ramach akcji przebijania półgroszy świdnickich na litewskie pieniądze.